# エリザベータ・リトビネンコ
エリザベータ・リトビネンコ（Yelyzaveta Lytvynenko 2004年2月11日- ）はウクライナ出身の柔道選手。階級は78kg級。

## 経歴
2021年のヨーロッパカデ78kg級で優勝するも、世界ジュニアでは5位だった。世界軍人選手権大会で3位になった。2022年にはヨーロッパユースオリンピックフェスティバルの個人戦で優勝、団体戦で2位になると、ヨーロッパジュニアでは優勝した。世界選手権では伏兵ながら準決勝まで勝ち進むも中国の馬振昭に技ありで敗れるが、3位決定戦でオリンピックチャンピオンの濵田尚里を開始早々の膝車で破って3位になった。IJFは2023年5月の世界選手権からロシア及びベラルーシの選手が中立の立場(AIN)でIJFワールド柔道ツアーに出場することを容認した。これに対して、ウクライナは世界選手権のボイコットを表明したため、大会に出場できなかった。2024年のパリオリンピックでは7位だった。
IJF世界ランキングは808ポイント獲得で36位(24/7/22現在)。

## 主な戦績
- 2021年 - ヨーロッパカデ　優勝
- 2021年 - 世界ジュニア　5位
- 2021年 - 世界軍人選手権大会　3位
- 2022年 - グランドスラム・トビリシ　5位
- 2022年 - ヨーロッパユースオリンピックフェスティバル　個人戦　優勝　団体戦　2位
- 2022年 - ヨーロッパジュニア　優勝
- 2022年 - 世界選手権　3位
- 2023年 -　グランプリ・アルマダ　2位
- 2023年 -　グランプリ・リンツ　3位
- 2023年 -　ワールドマスターズ　3位
- 2024年 -　グランドスラム・バクー　3位
- 2024年 -　グランプリ・リンツ　3位
- 2024年 -　グランドスラム・トビリシ　3位
- 2024年 - パリオリンピック　7位

(出典、)